# In the Flesh (Pink Floyd)
«In the Flesh» (de títol de prova "The Show") és una cançó de la banda anglesa de rock progressiu Pink Floyd. Apareix al seu àlbum The Wall de 1979, i a la pel·lícula Pink Floyd – The Wall, basada en el mateix. El títol es traduiria com "En persona", fent referència a la visió del món des de la perspectiva de Pink, qui també fa referència a "mirar el món des de la disfressa".

## Composició
La cançó té un volum alt i dinàmic. Dura aproximadament 4 minuts, 19 segons. La introducció inclou la mateixa explosiva seqüència d'òrgan de «In the Flesh?». Després d'això, la cançó és seguida amb un cor més suau, abans de la secció lírica. El final de la cançó inclou una altra seqüència d'orgue, i la cançó s'esvaeix amb uns crits.

## Trama
Igual que les altres cançons de The Wall, «In the Flesh» explica una part de la història de Pink, el protagonista de la història. Aquesta és la primera de la sèrie de cançons en què Pink, al·lucinant a causa de l'ús de drogues, es creu un dictador feixista, cantant davant la seva fidel audiència; aquesta cançó en particular es refereix a quan al·lucina que els seus concerts podien ser comparats amb un xou polític. El comença exhortant als seus fans perquè li demostrin la seva devoció posant als "indesitjables", "up against the wall" (de l'anglès, "contra el mur"). Ell acaba la cançó al crit de "If I had my way I'd have all of you shot!" (de l'anglès, "Si fos per mi, us dispararia a tots!"). La incitada multitud coreja el nom de Pink mentre la cançó acaba i s'uneix amb «Run Like Hell».

## Personal
- David Gilmour: ARP seqüenciador Quadra, guitarres.[1]
- Nick Mason: Bateria.[2]
- Roger Waters: Veu principal, baix elèctric, VCS3.
- James Guthrie: ARP seqüenciador Quadra.
- Freddie Mandell: Òrgan.
- Bob Ezrin: Prophet-5 synthesiser.
- Joe Chemay: Cors
- Stan Farber: Cors
- Jim Haas: Cors
- Bruce Johnston: Cors
- John Joyce: Cors
- Toni Tennille: Cors